# Enzkreis
Der Enzkreis ist eine Gebietskörperschaft mit 199.745 Einwohnern (31. Dezember 2024) in Baden-Württemberg. Der Landkreis gehört zum Regionalverband Nordschwarzwald im Regierungsbezirk Karlsruhe. Sein Gebiet umschließt wie ein unten geöffneter Ring nahezu vollständig den Stadtkreis Pforzheim, der mitten im Kreisgebiet liegt.

## Geographie

### Lage
Der Enzkreis hat Anteil an den Landschaften Nordschwarzwald, Kraichgau, Stromberg und am Heckengäu. Durch das Kreisgebiet fließt von Süden kommend die namensgebende Enz, in deren Einzugsgebiet der größte Teil des Enzkreises liegt. Im Nordosten verlässt sie das Kreisgebiet in Richtung Besigheim (Landkreis Ludwigsburg), wo sie in den Neckar mündet. Kleinere Flusseinzugsgebiete sind die der Pfinz im Westen und Nordwesten, der Alb im Südwesten sowie der Saal- und des Kraichbaches im Norden, welche allesamt in den Rhein münden. Die höchste Erhebung des Enzkreises ist mit 709,1 m ü. NHN der Heuberg, der auf Markung des Neuenbürger Ortsteils Dennach liegt.

### Nachbarkreise
Der Enzkreis grenzt im Uhrzeigersinn im Westen beginnend an die Landkreise Karlsruhe, Heilbronn, Ludwigsburg, Böblingen und Calw.

### Flächenaufteilung
Nach Daten des Statistischen Landesamtes, Stand 2015.

### Naturschutz
Der Enzkreis besitzt folgende 31 Naturschutzgebiete. Nach der Schutzgebietsstatistik der Landesanstalt für Umwelt, Messungen und Naturschutz Baden-Württemberg (LUBW) stehen 1.734,81 Hektar der Kreisfläche unter Naturschutz, das sind 3,02 Prozent.
1. Aalkistensee: 50,5 ha; Stadt Maulbronn und Gemeinde Ölbronn-Dürrn
2. Albtal und Seitentäler: 620,1 ha (davon 57,5 ha im Enzkreis); Gemeinde Straubenhardt
3. Bauschlotter Au: 192,2 ha; Gemeinden Neulingen und Ölbronn-Dürrn
4. Bauschlotter Schloßpark: 5,9 ha; Gemeinde Neulingen
5. Beim Steiner Mittelberg: 38,4 ha; Gemeinde Königsbach-Stein
6. Betzenbuckel: 151,3 ha; Stadt Heimsheim und Gemeinden Friolzheim und Tiefenbronn
7. Büchelberg: 49,1 ha; Gemeinde Neuhausen
8. Diefenbacher Mettenberg: 3,0 ha; Gemeinde Sternenfels
9. Ellmendinger Roggenschleh: 21,7 ha; Gemeinde Keltern
10. Enztal zwischen Niefern und Mühlacker: 123,0 ha; Stadt Mühlacker und Gemeinde Niefern-Öschelbronn
11. Erlen-, Metten- und Gründelbachniederung: 165,3 ha; Gemeinden Ötisheim, Neulingen und Ölbronn-Dürrn
12. Ersinger Springenhalde: 36,2 ha; Gemeinde Kämpfelbach
13. Essigberg: 134,5 ha; Gemeinden Birkenfeld und Keltern
14. Eyach- und Rotenbachtal, 224,4 ha (davon 59,0 ha im Enzkreis); Gemeinden Straubenhardt und Stadt Neuenbürg
15. Felsengärten Mühlhausen: 10,7 ha; Stadt Mühlacker
16. Füllmenbacher Hofberg: 39,8 ha; Gemeinde Sternenfels
17. Großglattbacher Riedberg: 24,1 ha; Stadt Mühlacker
18. Kalkofen: 67,4 ha; Gemeinde Mönsheim
19. Kammertenberg: 17,5 ha; Stadt Mühlacker
20. Klebwald: 21,6 ha; Gemeinde Neuhausen
21. Mistwiesen: 48,9 ha; Gemeinden Marxzell, Karlsbad, Straubenhardt
22. Monbach, Maisgraben und St. Leonhardquelle (2 Teilgebiete): 42,0 ha; Stadt Bad Liebenzell (Landkreis Calw) und Gemeinde Neuhausen
23. Neulinger Dolinen: 12,5 ha; Gemeinde Neulingen
24. Pfinzquellen: 281,2 ha; Gemeinden Marxzell, Karlsbad, Straubenhardt
25. Roßweiher: 12,1 ha; Stadt Maulbronn
26. Schützinger Spiegel: 14,6 ha; Gemeinde Illingen
27. Silberberg: 5,0 ha; Gemeinde Tiefenbronn
28. Tiefenbronner Seewiesen: 30,0 ha; Gemeinde Tiefenbronn
29. Unteres Würmtal: 158,5 ha (davon 32,6 ha im Enzkreis); Gemeinde Neuhausen
30. Weissacher Tal: 50,5 ha; Stadt Knittlingen
31. Ziegelhäule: 11,0 ha; Stadt Mühlacker

## Geschichte
Der Enzkreis entstand durch die Kreisreform am 1. Januar 1973. Damals wurde der Altkreis Pforzheim mit Gemeinden der umliegenden Kreise zum Enzkreis vereinigt. Im Einzelnen wurden 17 Gemeinden des Altkreises Vaihingen, zwölf Gemeinden des Landkreises Calw und vier Gemeinden des Altkreises Leonberg eingegliedert. Der Altkreis Pforzheim wurde bis auf drei Orte voll in den Enzkreis integriert. Allerdings wurden am 1. Januar 1974 (Büchenbronn), am 1. Januar 1975 (Huchenfeld) und am 20. September 1975 (Eutingen an der Enz) noch drei Gemeinden in den Stadtkreis Pforzheim eingegliedert.
Die Altkreise Vaihingen und Leonberg und der Landkreis Calw gehen zurück auf die ehemals württembergischen Oberämter, welche 1938 die seinerzeit aufgelösten Oberämter Maulbronn und Neuenbürg aufnahmen. Der Altkreis Pforzheim war 1939 aus dem badischen Bezirksamt Pforzheim hervorgegangen, gleichzeitig entstand der Stadtkreis Pforzheim.
Seither gehört Pforzheim nicht mehr zum Kreisgebiet, blieb jedoch Sitz der Kreisverwaltung bis 1972 und wurde auch nach der Kreisreform Sitz des neuen Enzkreises. Dieser umfasst nach Abschluss der Gemeindereform noch 28 Gemeinden, darunter die fünf Städte Knittlingen, Maulbronn, Neuenbürg, Heimsheim und die Große Kreisstadt Mühlacker. Bezogen auf die Anzahl der Einwohner sind Mühlacker die größte Stadt und Wimsheim die kleinste Gemeinde.

### Einwohnerstatistik

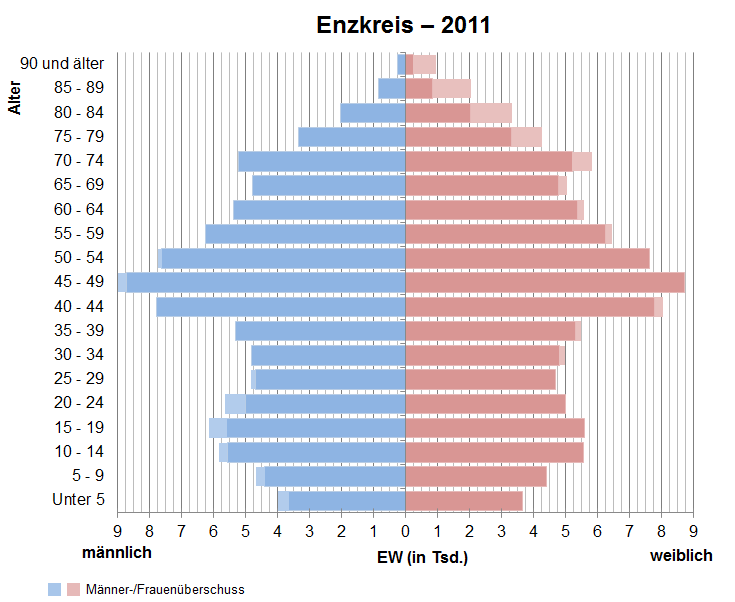
Bevölkerungspyramide für den Enzkreis (Datenquelle: Zensus 2011)

Die Einwohnerzahlen sind Volkszählungsergebnisse (¹: 25. Mai 1987) oder amtliche Fortschreibungen des Statistischen Landesamts Baden-Württemberg (jeweils 31. Dezember) (nur Hauptwohnsitze).
| Datum*  | Einwohner |
| ------- | --------- |
| 1973    | 154.720   |
| 1975    | 154.590   |
| 1980    | 162.142   |
| 1985    | 164.312   |
| 01987 ¹ | 164.639   |
| 1990    | 175.574   |

| Datum* | Einwohner |
| ------ | --------- |
| 1995   | 186.812   |
| 2000   | 192.852   |
| 2005   | 196.417   |
| 2010   | 193.913   |
| 2015   | 196.066   |
| 2020   | 199.752   |

* Jeweils 31. Dezember, außer 1987: 25. Mai

### Konfessionsstatistik
Gemäß dem Zensus 2022 waren am 25. Mai 2022 38,4 % der Einwohner evangelisch, 18,5 % katholisch, und 43,1 % waren konfessionslos, gehörten einer anderen Glaubensgemeinschaft an oder machten keine Angabe.

## Politik

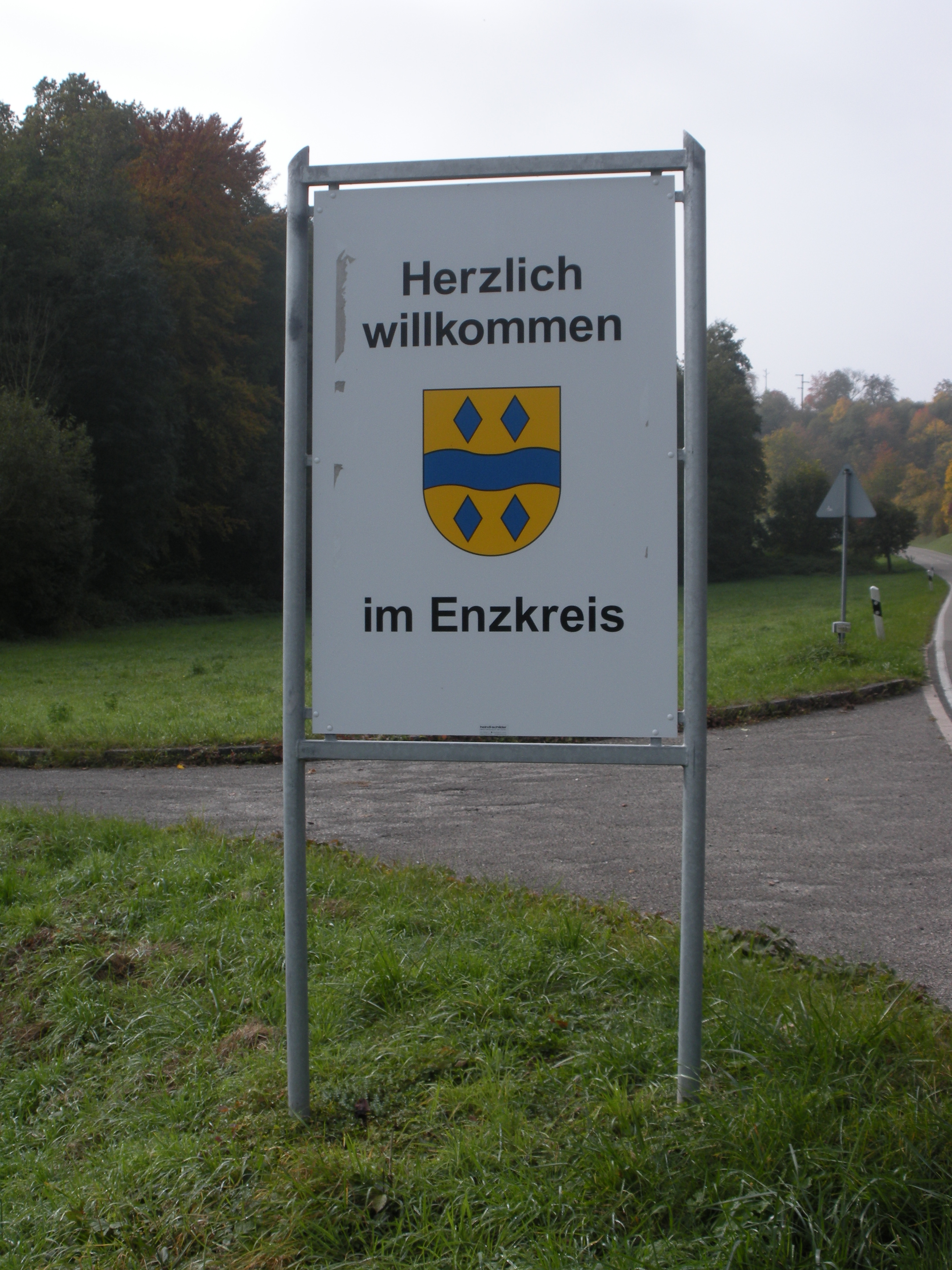
Begrüßungsschild an der Kreisgrenze bei Sternenfels

Der Landkreis wird vom Kreistag und vom Landrat verwaltet. Der Kreistag wird von den Wahlberechtigten im Landkreis auf fünf Jahre gewählt. Dieses Gremium wählt den Landrat für eine Amtszeit von acht Jahren. Dieser ist gesetzlicher Vertreter und Repräsentant des Landkreises sowie Vorsitzender des Kreistags und seiner Ausschüsse. Er leitet das Landratsamt und ist Beamter des Kreises.
Zu seinem Aufgabengebiet zählen die Vorbereitung der Kreistagssitzungen sowie seiner Ausschüsse. Er beruft Sitzungen ein, leitet diese und vollzieht die dort gefassten Beschlüsse. In den Gremien hat er kein Stimmrecht. Sein Stellvertreter ist der Erste Landesbeamte.

### Kreistag
Der Kreistag wird von den Wahlberechtigten im Landkreis auf fünf Jahre gewählt. Die Kommunalwahl am 9. Juni 2024 führte zu dem in den Diagrammen dargestellten Ergebnis.
| Kreistagswahl Enzkreis 2024Wahlbeteiligung: 62,9 % 3020100 26,6 %22,0 %14,9 %14,1 %12,8 %8,7 %0,9 % FWVCDUSPDAfDGrüneFDP'BfBgGewinne und Verlusteim Vergleich zu 2019 %p 8 6 4 2 0 −2 −4 −6−1,4 %p+1,5 %p−0,4 %p+6,1 %p−4,9 %p−0,8 %p+0,1 %pFWVCDUSPDAfDGrüneFDP'BfBAnmerkungen:g Bürger für das Biet | Sitzverteilung im Kreistag Enzkreis seit 2024Insgesamt 60 Sitze - SPD: 9 - Grüne: 8 - 'BfB: 1 - FWV: 16 - FDP: 5 - CDU: 13 - AfD: 8 |

### Landräte
Die Landräte des Landkreises Pforzheim 1945–1972:
- 1945:–1959 Friedrich Adolf Katz
- 1945–1959: Richard Dissinger
- 1959–1972: Werner Lutz

Die Landräte des Enzkreises seit 1973:
- 1973–1995: Heinz Reichert
- 1995–2003: Werner Burckhart
- 2003–2018: Karl Röckinger
- seit 1. Februar 2018: Bastian Rosenau

### Wappen und Flagge
Beschreibung
In Gold ein blauer Wellenbalken, oben und unten begleitet von je zwei aufrechten blauen Rauten (Wappen-Verleihung 16. August 1976)
Bedeutung
Der Wellenbalken symbolisiert die Enz, welche dem Landkreis ihren Namen gab, die vier Rauten die vier ehemaligen Landkreise, zu denen die heutigen Gemeinden des Enzkreises gehörten bzw. die vier Landschaften (Schwarzwald, Heckengäu, Kraichgau und Stromberg), die am Kreisgebiet Anteil haben.
Flagge
Die Flaggenfarben des Enzkreises sind Blau-Gelb.

### Kreispartnerschaften
Es besteht eine Partnerschaft seit 1991 mit dem Landkreis Altenburger Land in Thüringen, zu Reggio nell’Emilia in Italien, zu den polnischen Städten/Gemeinden Myslowice, Chelm Slaski und Imielin sowie seit 2007 mit dem ungarischen Komitat Győr/Moson/Sopron.

### Internationale Partnerschaft
Der Enzkreis hat eine Partnerschaft mit dem Distrikt Masasi in Tansania mit dem Ziel, das Gesundheitswesen und die Ausbildungsqualität in Masasi zu verbessern und den Einsatz von erneuerbaren Energien zu verstärken.

## Infrastruktur

### Verkehr

#### Fernstraßen
Durch das Kreisgebiet führt die Bundesautobahn 8 Karlsruhe–Stuttgart, mehrere Bundesstraßen sowie Landes- und Kreisstraßen.

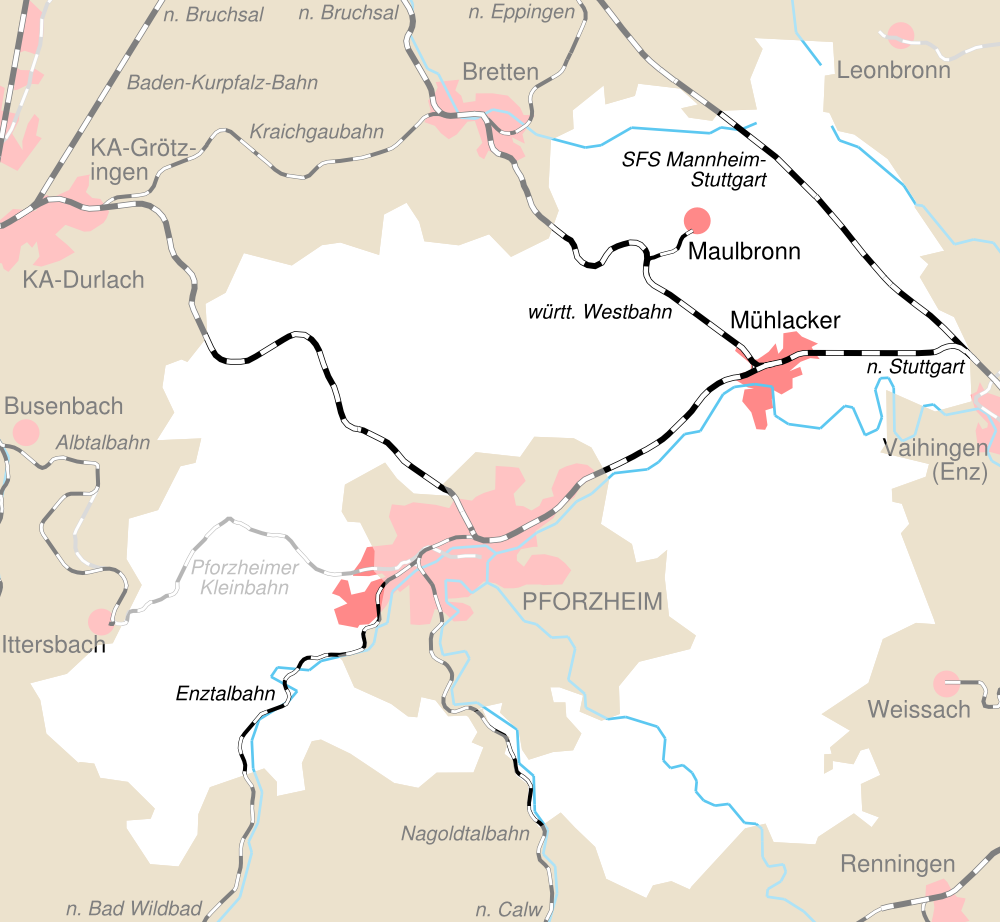
Bahnstreckennetz

#### Bahn- und Busverkehr
Die Schienennetze zweier Staatsbahnen grenzten in der früher zu Baden gehörenden Stadt Pforzheim aneinander. Die Badische Staatsbahn stellte 1859/61 die erste Verbindung von Karlsruhe nach Pforzheim her und verlängerte sie 1863 bis Mühlacker, wo sie in die schon zehn Jahre früher fertiggestellte Linie Stuttgart–Bretten der Württembergischen Staatsbahn einmündete. Dieses Unternehmen eröffnete von Pforzheim aus noch 1868 eine Stichbahn nach Wildbad und 1874 im Nagoldtal eine Strecke nach Calw–Horb. Erst 1914 kam die Anschlussbahn von Maulbronn West zur Stadt hinzu.
Die Badische Lokal-Eisenbahnen-Gesellschaft verband Karlsruhe mit Pforzheim ab 1900/01 noch zusätzlich durch eine Schmalspurbahn über Ittersbach. Sie wurde 1912 elektrifiziert, nachdem im Jahr zuvor die Stadt Pforzheim eine elektrische Straßenbahn eingerichtet hatte. Die Stadt übernahm 1931 den Abschnitt ab Ittersbach in eigene Regie.
Im äußersten Nordosten quert die Neubaustrecke der Deutschen Bahn seit 1990 den Kreis. Eine Zustiegsmöglichkeit besteht in Vaihingen/Enz, in unmittelbarer Nähe zu Illingen/Enzkreis.
Ein wichtiger Bahnknotenpunkt ist Mühlacker. Das Kreisgebiet ist erschlossen durch das Stadtbahnnetz Karlsruhe der Albtal-Verkehrs-Gesellschaft, deren Linie S 5 von Karlsruhe über Wilferdingen-Singen nach Pforzheim und deren S 6 von Pforzheim nach Bad Wildbad führt. Aus den Stuttgarter Netzen wird Mühlacker via Metropolexpress an Pforzheim, Bruchsal und Stuttgart angeschlossen sowie via Regional-Express der Linie RE 1 an Karlsruhe, Pforzheim und Stuttgart.
Der Enzkreis organisiert zusammen mit der Stadt Pforzheim und den Verkehrsunternehmen den ÖPNV durch die Verkehrsgesellschaft Pforzheim-Enzkreis (VPE). Außerdem gelten für Fahrten auf den Schienenstrecken zwischen dem Gebiet des VPE und dem Karlsruher Verkehrsverbundes (KVV) im Enzkreis die Tarife des KVV.

#### Radverkehr
Durch den Enzkreis verlaufen drei Alltagsrouten aus dem Radnetz Baden-Württemberg:
- Von Karlsruhe kommend über Remchingen und Pforzheim Richtung Bad Liebenzell und Calw
- Von Bad Wildbad kommend über Neuenbürg, Pforzheim und Mühlacker Richtung Vaihingen an der Enz
- Von Bretten kommend über Knittlingen und an Maulbronn vorbei nach Mühlacker.

Außerdem gibt es ein Radverkehrskonzept des Landkreises aus dem Jahr 2021.
Durch den Landkreis verlaufen die folgenden Landes-Radfernwege:
- Der Heidelberg-Schwarzwald-Bodensee-Radweg führt von Heidelberg nach Radolfzell. Er führt von Bretten kommend durch Neulingen und Pforzheim und weiter in Richtung Calw.
- Der Stromberg-Murrtal-Radweg führt von Karlsruhe nach Gaildorf und verbindet damit den Rheinradweg mit dem Kocher-Jagst-Radweg. Er kommt von Pfinztal aus ins Kreisgebiet und verläuft über Königsbach-Stein, Neulingen und Maulbronn Richtung Vaihingen an der Enz (Stadtteil Horrheim).
- In Pforzheim beginnt der Schwarzwald-Panorama-Radweg, der über Neuenbürg und Bad Wildbad nach Waldshut-Tiengen führt.
- Der Naturpark-Radweg Schwarzwald Mitte/Nord führt rund um selbigen Naturpark und führt dabei im Enzkreis vom Albtal kommend über Straubenhardt und Neuenbürg Richtung Bad Wildbad.

Außerdem führt der Enztalradweg durch den Landkreis.
Der Enzkreis ist Mitglied der AGFK (Arbeitsgemeinschaft Fahrrad- und Fußverkehrsfreundlicher Kommunen) in Baden-Württemberg und hat die „Qualitätsstufe“ für eine fahrradfreundliche Kommune erreicht.

### Kreiseinrichtungen
Der Enzkreis ist Träger der Beruflichen Schule Mühlacker, einer kaufmännischen und gewerblichen beruflichen Schule, sowie der Krankenpflegeschule am Kreiskrankenhaus Mühlacker und der Krankenpflegehilfeschule am Kreiskrankenhaus Neuenbürg, ferner der beiden Sonderpädagogischen Bildungs- und Beratungszentren (SBBZ) mit dem Förderschwerpunkt Lernen Pestalozzischule Pforzheim und Comenius-Schule Königsbach-Stein und der beiden SBBZ mit dem Förderschwerpunkt geistige Entwicklung Gustav-Heinemann-Schule in Pforzheim und Schule am Winterrain in Ispringen.
Der Enzkreis ist auch Gesellschafter der Enzkreis-Kliniken gemeinnützige GmbH, die zur regionalen Klinik-Holding Neckar-Schwarzwald gehört, der auch die Kliniken im Landkreis Ludwigsburg angehören. Die Enzkreis-Kliniken betreiben die Klinik Mühlacker, die Klinik Neuenbürg und die Geriatrische Rehabilitationsklinik Mühlacker.

### Sonstige Infrastruktur

#### Telekommunikation/Rundfunk
Im Enzkreis befindet sich die Sendeanlage Mühlacker des Südwestrundfunks. Etwa einen Kilometer außerhalb der Kreisgrenze, durch seine topographische Lage aber aus weiten Teilen des Enzkreises sichtbar, steht außerdem der Sendeturm Langenbrand.

#### Energie
In Pforzheim-Arlinger befindet sich ein 220-kV-Umspannwerk, in Pforzheim ein Heizkraftwerk.

## Wirtschaft
Im Zukunftsatlas 2016 belegte der Kreis Platz 104 von 402 Landkreisen, Kommunalverbänden und kreisfreien Städten in Deutschland und zählt damit zu den Regionen mit „Zukunftschancen“. In der Ausgabe von 2019 lag er auf Platz 160 von 401.

## Sport
2021 hatte sich der Kreis als Host Town für die Gestaltung eines viertägigen Programms für eine internationale Delegation der Special Olympics World Summer Games 2023 in Berlin beworben. 2022 war er als Gastgeber für Special Olympics  ausgewählt worden. Damit wurde er Teil des größten kommunalen Inklusionsprojekts in der Geschichte der Bundesrepublik mit mehr als 200 Host Towns.

## Städte und Gemeinden
(Einwohner am 31. Dezember 2024)
| Städte 1. Heimsheim (5530) 2. Knittlingen (8188) 3. Maulbronn (6452) 4. Mühlacker, Große Kreisstadt (26.787) 5. Neuenbürg (8162) Vereinbarte Verwaltungsgemeinschaften und Gemeindeverwaltungsverbände 1. Gemeindeverwaltungsverband „Heckengäu“ mit Sitz in Mönsheim; Mitgliedsgemeinden: Friolzheim, Mönsheim, Wiernsheim, Wimsheim, Wurmberg und die Stadt Heimsheim 2. Gemeindeverwaltungsverband „Kämpfelbachtal“ mit Sitz in Königsbach-Stein; Mitgliedsgemeinden: Eisingen, Kämpfelbach und Königsbach-Stein 3. Vereinbarte Verwaltungsgemeinschaft der Stadt Maulbronn mit der Gemeinde Sternenfels 4. Vereinbarte Verwaltungsgemeinschaft der Stadt Mühlacker mit der Gemeinde Ötisheim 5. Vereinbarte Verwaltungsgemeinschaft der Stadt Neuenbürg mit der Gemeinde Engelsbrand 6. Gemeindeverwaltungsverband Neulingen mit Sitz in Neulingen; Mitgliedsgemeinden: Kieselbronn, Neulingen und Ölbronn-Dürrn 7. Gemeindeverwaltungsverband Tiefenbronn mit Sitz in Tiefenbronn; Mitgliedsgemeinden: Neuhausen und Tiefenbronn | Gemeinden 1. Birkenfeld (10.224) 2. Eisingen (4648) 3. Engelsbrand (4470) 4. Friolzheim (4062) 5. Illingen (7791) 6. Ispringen (5968) 7. Kämpfelbach (6283) 8. Keltern (8693) 9. Kieselbronn (2923) 10. Königsbach-Stein (10.201) 11. Mönsheim (2924) 12. Neuhausen (5095) 13. Neulingen (6543) 14. Niefern-Öschelbronn (12.402) 15. Ölbronn-Dürrn (3483) 16. Ötisheim (4761) 17. Remchingen (11.798) 18. Sternenfels (2802) 19. Straubenhardt (11.367) 20. Tiefenbronn (5315) 21. Wiernsheim (6778) 22. Wimsheim (2831) 23. Wurmberg (3264) |  |

## Kfz-Kennzeichen
Am 1. Januar 1973 wurde dem Landkreis das seit dem 1. Juli 1956 für den Landkreis Pforzheim gültige Unterscheidungszeichen PF zugewiesen. Es wird durchgängig bis heute ausgegeben.

## Partnerschaft
Der Enzkreis unterhält seit 2011 eine Partnerschaft mit der Stadt Masasi in Tansania.